# 4812 Hakuhou
4812 Hakuhou eller 1977 DL3 är en asteroid i huvudbältet som upptäcktes den 18 februari 1977 av de båda japanska astronomerna Hiroki Kōsai och Kiichirō Furukawa vid Kiso-observatoriet i Japan. Den är uppkallad efter Hakuchi i den japanska tideräkningen.
Asteroiden har en diameter på ungefär 6 kilometer och den tillhör asteroidgruppen Erigone.